# АО-46
АО-46 — опытный малогабаритный автомат под опытный патрон 5,6 мм, разработанный в 1969—1970 годах в инициативном порядке старшим научным сотрудником ЦНИИточмаш П. А. Ткачевым. Автомат рассматривался как оружие личной обороны военнослужащих, статус которых не предусматривает их непосредственного огневого контакта с противником (артиллеристы, ракетчики, танкисты, тыловые и штабные работники и т. д.).

## Комментарии
1. ↑  Не следует путать с охотничьим патроном 5,6 × 39 мм